# Åsa Asptjärn
Åsa Elisabeth Asptjärn, född 3 maj 1972 i Boden, är en svensk satiriker och författare.
Åsa Asptjärn är uppvuxen i Boden och i Kristianstad. Hon har studerat filosofi, idé- och lärdomshistoria och svenska på Lunds universitet.
Hon lärde känna Gertrud Larsson under sin gymnasietid i Kristianstad, och utgör sedan 1996 tillsammans med Gertrud Larsson satirgruppen Åsa & Gertrud, som bland annat har gjort inslag i radioprogrammen Radio Ellen, freja! och Godmorgon världen i Sveriges Radio P1. 
De var också författare till ”Månsaråttan” i P4, som var Sveriges Radios julkalender 2015. 
Gertrud Larsson och Åsa Asptjärn var under 1990-talet medlemmar i satirgruppen Trollpackorna.
Hon debuterade som skönlitterär författare 2014 med ungdomsboken Konsten att ha sjukt låga förväntningar, en första bok i en serie om tonåringen Emmanuel Kent.
Hon är gift och har tre barn.